# Jean-Joseph Lataste
Jean-Joseph Lataste, född 5 september 1832 i Cadillac, Gironde i Frankrike, död 10 mars 1869, var en fransk katolik och präst i dominikanorden.
Lataste grundade Sœurs dominicaines de Béthanie. Han deklarerades som venerabilis den 1 juni 2007 av påven Benedikt XVI och saligförklarades den 3 juni 2012.